# Monte Qasiūn
El  Monte Qasioun (en árabe: جبل قاسيون‎, transliterado como Jabal Qāsiyūn) es un cerro a cuyos pies está la ciudad de Damasco, en Siria. Con una altura de 1151 m, tiene fama por sus vistas panorámicas de toda la ciudad.
La montaña ha sido un lugar estratégico donde atrincherarse para las fuerzas del gobierno de Bashar al-Ásad desde el inicio de la guerra civil siria. En el monte se encuentra el Qassioun Republican Guards Military Base, un área militar.
En el monte habita una especie endémica de iris, Iris damascena, que puede ser encontrada en las pendientes orientales más empinadas (alrededor de 1200 m s. n. m.).

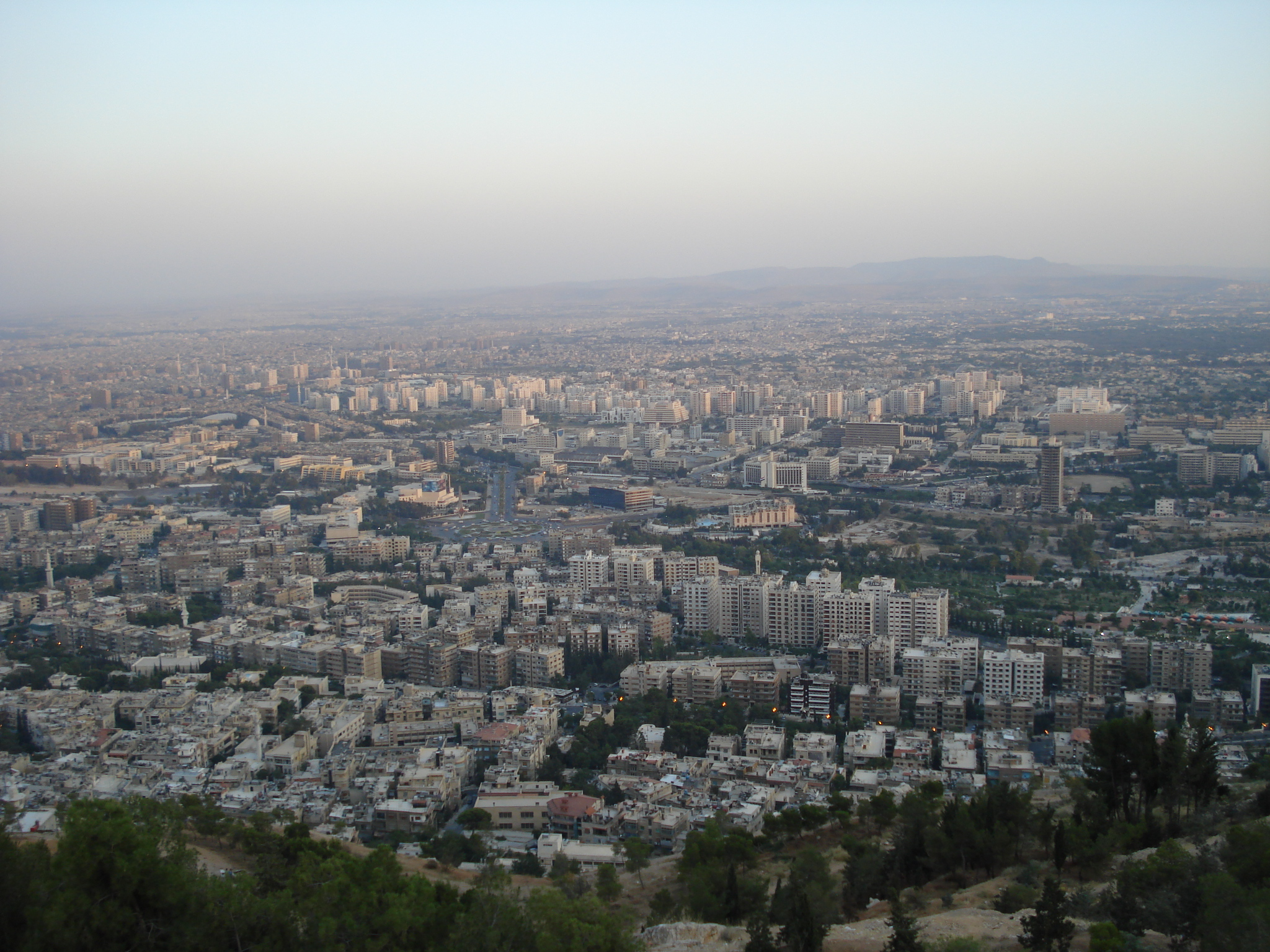
vista de Damasco desde la cima.

## Importancia religiosa

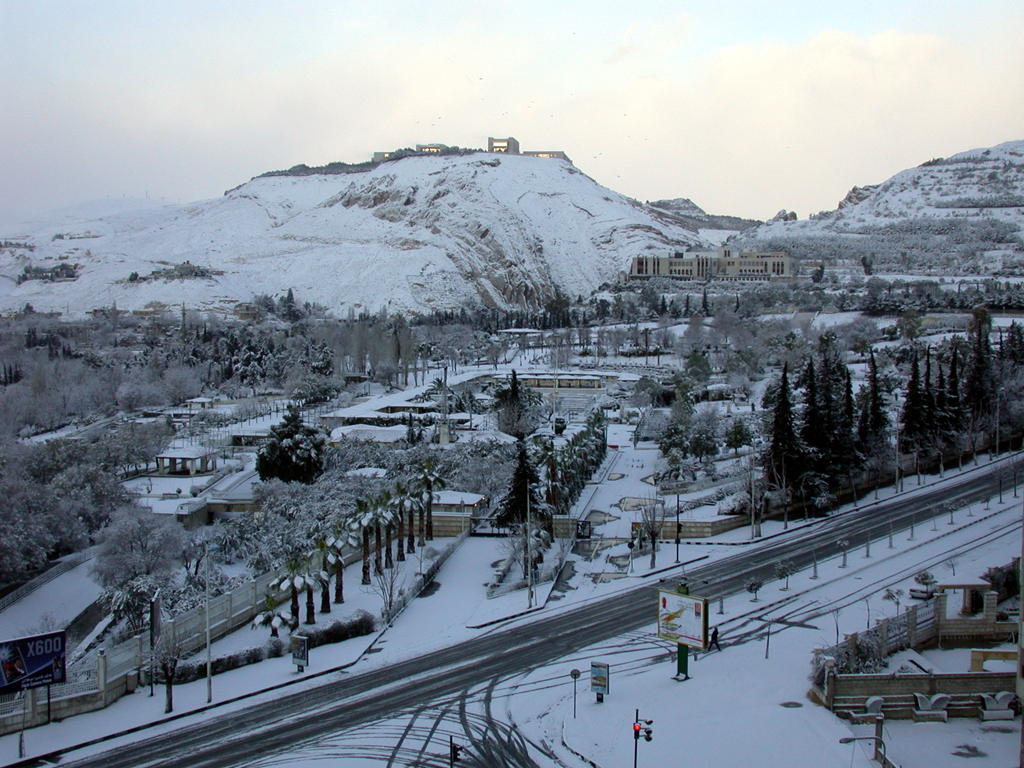
La montaña nevada en invierno.

El Monte Qasiún alberga varias cuevas sagradas que reciben peregrinos. Se dice que en una cueva de las laderas del Monte Qasiún habitó el primer ser humano, Adán; También se han datado historias  sobre Ibrāhīm (Abraham), y 'Īsā (Jesús) rezando en él. En libros medievales árabes de menciona el Qasiún como el sitio donde Qābīl (Caín) mató a Hābīl (Abel). Esta cueva, Maghārat al-Dam («cueva de la sangre») fue el lugar al que acudían a rezar los gobernantes de Damasco en épocas de sequía. Según los musulmanes sunitas, el Monte Qasiún es el sitio del miḥrābs (nichos de oración) de los cuarenta arcángeles, conocidos como el Abdāl, quiénes rezan oraciones de noche. Una mezquita pequeña fue construida sobre la Cueva de la Sangre para contener estos miḥrābs.
Más abajo de la «cueva de Sangre»,  hay otra cueva conocida como Maghārata al-Jū' («cueva de Hambre»). Varias historias se cuentan también acerca de esta cueva. Algunos dicen que su nombre se debe a que los cuarenta santos murieron aquí de hambre; al-Harawī, en cambio, quién vivió en el siglo XIII, escribió quefueron cuarenta profetas los que murieron de hambre. Actualmente, la cueva ha sido encubierta por la urbanización de las zonas circundantes, y al sitio se le llama al-Juyū'īyah ( «el lugar del famélico»).
En la otra vertiente del Monte Qasiún hay otra cueva, asociada localmente con la cueva de los Siete durmientes de Éfeso, mencionado en fuentes cristianas tempranas, así como en el Corán, donde se les conoce como Unṣḥāb al-Kahf («Compañeros de la Cueva»). A pesar de ello esto es bastante dudoso puesto que es solo una de muchas cuevas que reclaman serlo. La cueva está oculta tras una madrassah, pero los peregrinos siguen teniendo acceso.